# Natalia Bóchina
Natalia Bóchina (San Petersburgo, Rusia, 4 de enero de 1962) es una atleta soviética retirada, especializada en la prueba de 200 m en la que llegó a ser subcampeona olímpica en 1980.

## Carrera deportiva
En los JJ. OO. de Moscú 1980 ganó la medalla de plata en los 200 metros, con un tiempo de 22,19 segundos, tras la alemana Bärbel Wöckel que con 22,03 segundos batió el récord olímpico, y por delante de la jamaicana Merlene Ottey (bronce con 22,20 s).